# Окінавські острови
Окінавські острови[джерело?], Острови Окінава (яп. 沖縄諸島, Окінава сьото:) — острівна група в префектурі Окінава, Японія. Окінавські острови є частиною більшої групи островів Рюкю, і розташовані між островами Амамі в префектурі Каґосіма на північному сході і островами Сакісіма префектури Окінава на південному заході.
Окінавські острови є політичним і культурним центром префектури Окінава. На цій групі островів розташована столиця префектури Наха. 90 % населення префектури мешкає на Окінавських островах, переважно на найбільшому острові групи — Окінава.
Окінавські острови знаходяться в субтропічному кліматичному поясі, який дозволяє вирощування цукрової тростини, ананасів і квітів.
Військові бази США в префектурі Окінава розташовані на острові Окінава.
Раніше острови належали королівству Рюкю, разом з островами Амамі.

## Острови
- Окінавські острови
  - Окінава
  - Куме
  - Аґуні
  - Ієджіма
  - Сесоко
  - Острови Іхея-Ідзена: Іхея, Ідзена
  - Острови Керама: Токашікі, Дзамамі, Ака, Герума
  - Острови Йокатцу: Урума, Хендза, Міягі, Ікеі, Хамахіга, Цукен, Укібару, Мінаміукібару, Кудака